# Ролф Неванлина (награда)
Наградата „Ролф Неванлина“ (The Rolf Nevanlinna Prize) е награда за математика и информатика, наречена в чест на финландския математик Ролф Неванлина.
Връчва се веднъж на всеки 4 години на Международния конгрес на математиците за забележителни приноси към математическите аспекти на информационните науки, включително:
- всички математически аспекти на компютърните науки, в това число теория на изчислителната сложност, логика на програмните езици, анализ на алгоритми, криптография, компютърно зрение, разпознаване на образи, обработка на информацията и моделиране на интелигентността.[1]
- научни изчисления и числен анализ, зчислителни аспекти на математическата оптимизация и теория на управлението, омпютърна алгебра.

Наградата е учредена през 1981 година от Изпълнителния комитет на Международния математически съюз (International Mathematical Union, IMU) и кръстена така в чест на финландския математик Ролф Неванлина, починал година по-рано. Наградата се състои от златен медал и парична сума. Подобно на Филдсовия медал, наградата „Неванлина“ се връчва на по-млади математици, като само тези ненавършили 40 към 1 януари в годината на връчване са допустими кандидати за награждаване.
Медалът изобразява проф. Неванлина в профил, текстът „Rolf Nevanlinna Prize“, и с малки букви на аверса „RH 83“, което са инициалите на дизайнера на медала Раймо Хейно и 1983 – годината, в която е изсечен първият медал „Неванлина“. На реверса на медала са гравирани две фигури, свързани със спонсора на медала, Хелзинкския университет. На ръба на медала се гравира името на носителя на отличието.

## Лауреати
| Година | Лауреат                                 | Националност   |
| ------ | --------------------------------------- | -------------- |
| 1982   | Робърт Тарян (Robert Tarjan)            | САЩ            |
| 1986   | Лесли Валиънт (Leslie Valiant)          | Великобритания |
| 1990   | Алекандър Разборов (Alexander Razborov) | Русия          |
| 1994   | Ави Вигдерзон (Avi Wigderson)           | Израел         |
| 1998   | Питър Шор (Peter Shor)                  | САЩ            |
| 2002   | Маду Судан (Madhu Sudan)                | Индия/ САЩ     |
| 2006   | Джон Клайнбърг (Jon Kleinberg)          | САЩ            |
| 2010   | Даниъл Спийлман (Daniel Spielman)       | САЩ            |
| 2014   | Субшах Кхот (Subhash Khot)              | Индия/ САЩ     |